# Луговое (Ровненская область)
Луговое (укр. Лугове) — село, входит в Милячскую сельскую общину Сарненского района Ровненской области Украины.
Население по переписи 2001 года составляло 582 человека. Почтовый индекс — 34135. Телефонный код — 3658. Код КОАТУУ — 5621885007.

## Местная власть
34133, Ровненская обл., Сарненский р-н, с. Миляч, ул. Школьная, 283.